# Убайдуллаева, Михриниса
Михриниса Убайдуллаева (узб. Mihrinisa Ubaydullaeva; род. 1926 год) — советский передовик сельского хозяйства, звеньевая колхоза имени Сталина Ташкентского района Ташкентской области Узбекской ССР., Герой Социалистического Труда.

## Биография
Родилась в 1926 году в Ташкентской области, Узбекской ССР в крестьянской семье.
С 1941 года, в период Великой Отечественной войны, после получения начального образования начала свою трудовую деятельность рядовой колхозницей, позже была назначена руководителем звена в местном колхозе «Москва». С 1942 года была назначена руководителем полеводческой бригады по выращиванию сахарной свеклы на площади пятнадцать гектаров. После окончания войны в 1946 году, под руководством М. Убайдуллаевой одним из её полеводческих звеньев был получен урожай сахарной свеклы 810 центнеров с гектара на площади четыре гектара.
19 марта 1947 года Указом Президиума Верховного Совета СССР «за получение высоких урожаев сахарной свеклы в 1946 году» Михриниса Убайдуллаева была удостоена звания Героя Социалистического Труда с вручением Ордена Ленина и золотой медали «Серп и Молот».
Являлась чемпионом Узбекской ССР по метанию гранаты.
С 1953 года после окончания Ташкентских областных курсов повышения квалификации руководящих работников сельского хозяйства с 1953 по 1956 годы работала — инструктором отдела сельского хозяйства Коммунистической партии Узбекистана и с 1954 по 1955 год в должности — заместителя министра сельского хозяйства Узбекской ССР. С 1958 года после окончания Высшей партийной школы при ЦК КПСС была назначена председателем исполнительного комитета Карасувского районного Совета народных депутатов Ташкентской области. С 1960 по 1961 год работала директором совхоза в Калининском районе Ташкентской области. С 1961 по 1963 годы работала — заместителем председателя Калининского районного исполнительного комитета Совета депутатов трудящихся.
С 1963 по 1973 годы работала на руководящих должностях в министерстве сельского хозяйства Узбекской ССР. С 1973 по 1977 годы — председатель колхоза «Красный Узбекистан» Орджоникидзевского района Ташкентской области.
С 1949 по 1950 год была участницей Пекинской Международной конференции азиатских и африканских женщин и в 1950 году — Второго Пражского конгресса иностранных студентов. Помимо основной деятельности избиралась депутатом Верховного Совета Узбекской ССР 2-го, 5-го, 9-го и 10-го созывов.
С 1977 года на пенсии.

## Награды
- Медаль «Серп и Молот» (19.3.1947)
- Орден Ленина (19.3.1947)
- Орден «Знак Почёта»
- Медаль «За трудовую доблесть» (06.02.1947, 27.4.1948)
- Медаль «За трудовое отличие» (11.01.1957)
- Медаль «За доблестный труд в Великой Отечественной войне 1941—1945 гг.»